# Miroslav Maričić
Miroslav Maričić (in serbo Мирослав Маричић?; Ivanjica, 21 gennaio 1998) è un calciatore serbo, centrocampista del Radnik Bijeljina.

## Carriera

### Club
Cresciuto nelle giovanili della squadra serba dello Javor Ivanjica.